# Bo Schultz
Pour les articles homonymes, voir Schultz.
Patrick Bowen « Bo » Schultz (né le 25 septembre 1985 à Dallas, Texas, États-Unis) est un lanceur droitier des Blue Jays de Toronto de la Ligue majeure de baseball.

## Carrière
Joueur des Wildcats de l'Université Northwestern, Bo Schultz n'est jamais repêché mais signe un premier contrat professionnel avec les Athletics d'Oakland, pour qui il évolue dans les ligues mineures de 2008 à 2011. Libéré par Oakland sans avoir atteint le niveau supérieur, il joue brièvement dans le baseball indépendant en 2011 avec les AirHogs de Grande Prairie de l'Association américaine avant d'être mis sous contrat par les Diamondbacks de l'Arizona. Il évolue dans les mineures pour des clubs affiliés aux Diamondbacks en 2012 et 2013.
Schultz fait ses débuts dans le baseball majeur à Sydney en Australie le 23 mars 2014, alors qu'il vient lancer en relève pour les Diamondbacks dans un match de saison régulière qui les oppose aux Dodgers de Los Angeles. En une manche au monticule à ses débuts, il n'accorde aucun point à l'adversaire.
Le 7 octobre 2014, Schultz est réclamé au ballottage par les Blue Jays de Toronto.